# Fernand Loriot
Pour les articles homonymes, voir Loriot.
Fernand Loriot, né le 10 octobre 1870 à Ceton dans l'Orne et mort le 12 octobre 1932 à Paris (10e), est un instituteur, syndicaliste, socialiste et communiste français.

## Biographie

### Syndicaliste et pacifiste
Militant de la Section française de l'Internationale ouvrière (SFIO) en 1905, après avoir adhéré au Parti socialiste français dès 1901, il est aussi militant syndical au sein de la fédération des instituteurs CGT, dès sa création en 1906 et en devient le trésorier national en octobre 1912,. Fernand Loriot s'oppose en 1915 à la participation de son parti au gouvernement de guerre et devient un des porte-paroles des "zimmerwaldiens" lors du congrès qui se tient en décembre. Il participe à la fondation du Comité pour la reprise des relations internationales (CRRI), organisation pacifiste, et succède à Alphonse Merrheim au poste de secrétaire de ce comité en août 1917.
Le basculement de la majorité du conseil national socialiste lui permet d'entrer à la commission administrative permanente de la SFIO en 1918, en tant que représentant de la tendance internationaliste et révolutionnaire qu'il dirige. Il est brièvement trésorier du parti, mais ses mauvaises relations avec les parlementaires socialistes le conduisent à abandonner cette fonction.

### Fondateur du Parti communiste
Fernand Loriot est arrêté comme Boris Souvarine et Pierre Monatte en mai 1920 pour son militantisme révolutionnaire, notamment leur engagement au sein du Comité de la Troisième Internationale, nouveau nom du CRRI, qui défend l'adhésion de la SFIO à l'Internationale communiste. Bien qu'interné à la prison de la santé, il participe à la création en décembre 1920 de la Section française de l'Internationale communiste (SFIC), futur Parti communiste français, lors du congrès de Tours. En sa qualité de « secrétaire emprisonné » du Comité de la Troisième Internationale, au côté de Souvarine, il est le premier signataire de la motion d'adhésion à celle-ci, dite « Cachin-Frossard », présentée au congrès. Loriot est membre du premier comité directeur du nouveau Parti, où il a le poste de secrétaire international (soit l'informel numéro 2 du parti). Il ne prend ses fonctions qu'après son acquittement, en mars 1921. Mais quelques mois plus tard, il démissionne pour protester contre la non-réélection de Souvarine au comité directeur.
Au début de l'année 1922, il critique l'évolution du parti dans une brochure : Un an après Tours. Il cesse alors le militantisme actif, mais, à partir de décembre 1924, rejoint l'opposition interne. Il critique violemment la « bolchévisation organisatoire » et la bureaucratie dans le parti, qu'il quitte définitivement en 1926. Il participe alors à l'opposition communiste, et à la rédaction du journal La Révolution prolétarienne. Jugé proche des trotskistes, il est cependant exclu du groupe « Contre le courant » en 1928. En novembre 1930, il sympathise avec le « Comité des 22 », qui regroupant des militants de la CGT, de la CGTU et d'organisations autonomes, lance un appel à l'unité syndicale. C'est l'un de ses derniers actes politiques publics. Il reste par la suite un militant syndicaliste révolutionnaire.
En congé de son poste d'enseignant à partir d'octobre 1919, il n'est plus « permanent » politique à partir de 1922. Il achète alors un fonds de librairie pour subsister et demande sa réintégration dès 1924, mais les instances académiques, qui avaient entamé une procédure de révocation à son encontre en 1921, ne le réintègrent, après plusieurs campagnes syndicales en sa faveur, qu'en janvier 1926. Il termine sa carrière d'instituteur dans une école primaire du 19e arrondissement de Paris. Atteint d'une leucémie, il meurt à l'hôpital Saint-Louis le 12 octobre 1932. Il est inhumé au cimetière parisien de Pantin le 15 octobre 1932. Sa mort n'est signalée que par un bref entrefilet en page intérieure dans L'Humanité du même jour dans lequel est rappelée sa lutte en faveur du pacifisme à l'intérieur du parti socialiste, ainsi que son rôle dans la fondation de la SFIC. Néanmoins, la fin de cet entrefilet contient également des critiques ou attaques sur la fin de son parcours politique, estimant qu'il serait « retombé dans les vieilles traditions social-démocrates », bien que lui se considérait toujours syndicaliste révolutionnaire et absolument pas social-démocrate, et qu'il se serait éteint en étant « complètement coupé du mouvement ouvrier révolutionnaire », alors qu'il n'avait pas cessé d'y prendre part. Selon Pierre Monatte, Loriot fut « celui qui sauva l’honneur du socialisme français pendant la guerre et qui personnifia ici le communisme dans les années 1917-1920 ».

### Un critique de l'Union Soviétique
"L'URSS n'est ni U (union), ce qui suppose la libre adhésion des parties composantes, et une certaine autonomie de ces parties ; ni R (république), puisque c'est une dictature centralisée, évoluant toujours davantage vers la dictature personnelle ; ni S (socialiste), puisque le socialisme reste à construire en Russie et que les concessions de plus en plus importantes faites aux capitalisme ne permettent pas, dans la situation mondiale présente, d'en escompter la réalisation ; ni S (soviétique), car les Soviets ne constituent plus en Russie la pierre d'assises du régime."
-Fernand Loriot, Les problèmes de la révolution prolétarienne, Librairie du Travail, p. 7-8, en 1928.